# Tabernaemontana penduliflora
Espèce
Synonymes
- Camerunia penduliflora (K.Schum.) Boiteau[1]
- Conopharyngia penduliflora (K.Schum.) Stapf[1]

Tabernaemontana penduliflora, encore appelée Camerunia penduliflora, est une espèce de plantes à fleurs de la famille des Apocynaceae qu'on trouve du Nigeria jusqu'en République démocratique du Congo.